# 人参娃娃
《人参娃娃》是一部中国上海美术电影制片厂制作的剪纸动画片。该片获得了第四届莱比锡国际纪录片和短片电影节荣誉奖、埃及第一届亚力山大国际电影节最佳儿童片奖等奖项。

## 剧情简介
有一位被称作胡刮皮的财主，他手下有位小长工叫小虎子。胡刮皮把所有脏活累活都让小虎子做，还经常打骂他。小虎子在一次干活的时候，认识了一个围着红肚兜的小娃娃，并和他成为了好朋友。小娃娃知道小虎子的遭遇后，给了小虎子一颗人参，帮他还债赎身。胡刮皮知道小娃娃是人参精，欲将其抓住进献给皇上。在小虎子的帮助下，胡刮皮未能得逞，反而却被小娃娃惩罚了一番。

## 演职员表
- 导演:	万古蟾
- 作曲: 段时俊
- 造型: 胡进庆
- 动作设计: 胡进庆、钱家骍、沈祖慰、经霞云
- 摄影:	王世荣
- 演奏: 上影乐团
- 指挥: 宋光海